# Brunnen och pendeln
Brunnen och pendeln (engelska: The Pit and the Pendulum) är en novell från 1842 av den amerikanske författaren Edgar Allan Poe. Den handlar om en man som instängd i en trång cell blir utsatt för utstuderad tortyr av den spanska inkvisitionen. Poe hade inga ambitioner att vara historiskt korrekt och använde inkvisitionen som en ren skräcksymbol.
Novellen trycktes första gången i The gift: a Christmas and New Year's present 1843. En lätt reviderad version trycktes i Broadway Journal 1845. Det är en av Poes mest lästa noveller.

## Filmatiseringar i urval
- 1909: Le Puits et le pendule, regi Henri Desfontaines
- 1961: Dödspendeln, regi Roger Corman
- 1964: Le Puits et le pendule, regi Alexandre Astruc
- 1983: Kyvadlo, jáma a naděje, regi Jan Švankmajer
- 1991: The Pit and the Pendulum, regi Stuart Gordon
- 2009: The Pit and the Pendulum, regi David DeCoteau